# 熊谷直時
熊谷 直時（くまがい なおとき）は、鎌倉時代中期の御家人。熊谷直国の子。通称は二郎三郎、左衛門次郎、平内左衛門二郎。母は恩田太郎入道蓮阿の娘。妻は大叔父・熊谷直勝の娘。官位は図書介・図書助。安芸熊谷氏初代当主。

## 生涯
熊谷直国の子として誕生。幼名は千乕丸・千虎・千虎丸・千虎法師。
父の直国は承久3年（1221年）の承久の乱における宇治川での戦いで討死した。その戦功により、安芸国三入荘を与えられた。翌貞応元年（1222年）には三入荘に入部し、所領の北端に近い場所に伊勢ヶ坪城を築いて、本拠と定めた。
熊谷氏の本拠である武蔵国熊谷郷は、曾祖父直実の時代に鶴岡八幡宮の放生会における流鏑馬の「的立役」を拒否したところ、激怒した源頼朝によって東半分を没収されてそのまま八幡宮に寄進されてしまったため、熊谷氏の所領は「西熊谷郷」とも呼ばれていた西側半分だけになっていた。ところが、東西の境界線を巡って熊谷氏と鶴岡八幡宮の間で訴訟となり、直時が鎌倉幕府に訴えたところ、貞永元年（1232年）に下された幕府の裁決は熊谷郷全体が鶴岡八幡宮領で地頭の熊谷氏はその西半分だけを地頭請しているという判断が示された。西熊谷郷の地頭が熊谷氏である事実は変わりがないものの、熊谷氏の固有の所領ではなく鶴岡八幡宮の地頭請所ということにされてしまったのである。
文暦元年（1234年）、直時兄弟を養育してきた吉見尼の計らいによって、直時の所領であった西熊谷郷と三入荘の1/3を幕府の命令によって、弟で熊谷直勝の養子となっていた祐直に譲る事態となった。この事件で、安芸の熊谷氏は本庄系熊谷氏、新庄系熊谷氏の二派に分かれるに至った（熊谷家文書第15号）。
また、熊谷祐直は早速三入荘に下向し、桐原に新山城を築いて居城とした。嘉禎元年（1235年）に、鎌倉幕府の命により、安芸の厳島神主家当主・藤原親実が熊谷氏の所領を調査して、「安芸三入庄地頭得文田畠等配分注文」を幕府に提出し、六波羅探題の北条時房と北条泰時の連署承認がなされたが、この書類が非常に雑なものであったため、この兄弟の所領争いを激化させた。争いはその後も続き、最終的に文永元年（1264年）まで、所領の論争は続くこととなった。
その一方で、弘長3年（1263年）、直時は置文を作成し、息子たちが親に対して不孝であるため、今後彼らがそうした振舞いを改めなければ、この置文を譲状の代わりとして娘（文中には「山田女」）に所領を譲る意向が示された。
弘安3年（1280年）、武蔵国熊谷郷にて病死した。享年73。法名は西忍。
なお、父子間の和解は成立しなかったためか、正式な譲状は作成されず、置文に従って熊谷氏の所領の相続者とされた娘と置文を譲状の代わりにするのは法的に無効であると主張する嫡男の熊谷直高ら兄弟との間で訴訟が発生し、最終的に解決に至ったのは曾孫の熊谷直継の時代になったという。